# Carrer de la Comtessa de Sobradiel
El carrer de la Comtessa de Sobradiel es troba entre els d'Avinyó i d'Ataülf del barri Gòtic de Barcelona. Deu el seu nom a María Teresa Álvarez de Toledo y Palafox, comtessa de Sobradiel, propietària del Palau, que fou enderrocat per a construir-hi un conjunt d'edificis d'habitatges (vegeu Urbanització del Palau Reial Menor).

## Arquitectura
Just al centre i encarada cap al carrer del Palau, hi ha la casa del notari Montserrat Corominas (núm. 6), projectada per l'arquitecte Francesc Vila. Per altra banda, els arquitectes Antoni Rovira i Trias (les dues primeres) i Francisco de Paula del Villar (la tercera) s'encarregaren de les cases dels germans Felicià (núm. 4), Bartomeu (núm. 10) i Francesc Tarré (núm. 9).

### Mosaic romà
El 1860, durant la construcció de les dues darreres, i a tres metres de profunditat, es va trobar un mosaic romà (opus tesselatum) d'uns 8,5 m de llarg per 3,6 me d'ample. Les obres foren aturades fins que fos possible extreure'l en condicions, operació que va ser assumida i costejada per la Diputació, sota la direcció d'Elies Rogent. Va ser col·locat al Saló de Sant Jordi del Palau de la Generalitat, just a l'espai central sota la cúpula, on va romandre fins al 1869. Després va passar al Museu d’Arqueologia de Catalunya, on es troba actualment.
El mosaic presenta una sanefa de cintes ondulants oposades i en espiral alternant amb motius florals, que envolta l'espai central per tres costats. El motiu central mostra el final d'una cursa de quadrigues al circ. Hi trobem la victòria, l'arribada en segon i tercer llocs i la caiguda fatal. El costat esquerre ha desaparegut però en alguns dels dibuixos conservats podem observar les restes de la meta secunda i del carro in naufragium. L'esquematització de la spina o eripus mostra en perspectiva l'elevació del mur, que hi comporta petites basses simulant el moviment de l'aigua amb línies en blau pàl·lid, marró i blanc. Al seu voltant s'hi ha disposat imatges de déus, d'atletes, de captius i d'animals.
Es tracta d'un exemplar excepcional en la musivària romana, tant per la iconografia com per les inscripcions i les grans dimensions. Cronològicament es situaria entorn al segon quart del segle iv, amb paral·lels com el de la Piazza Armerina (Sicília).

## Galeria d'imatges

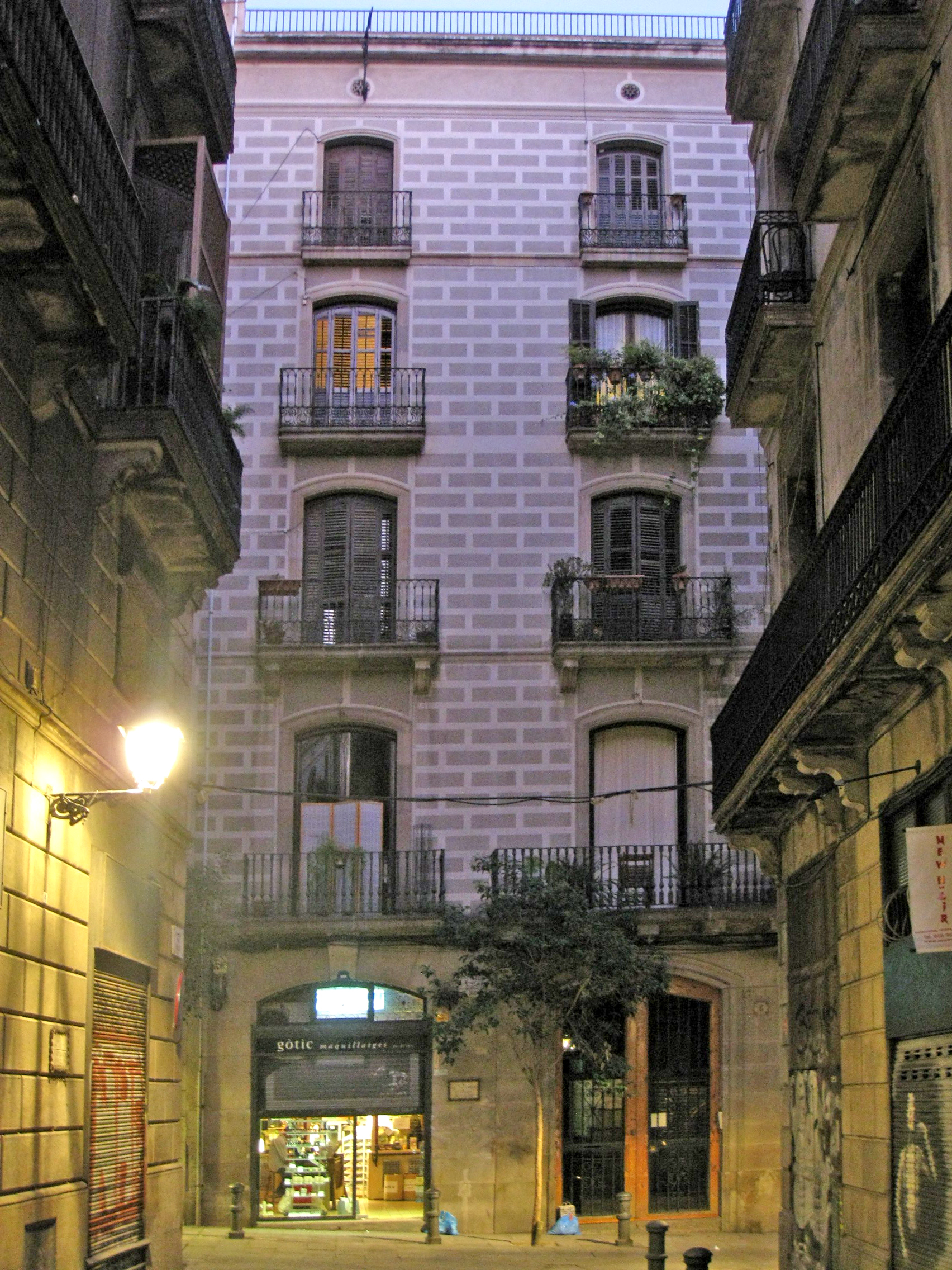
Casa Montserrat Corominas, de Francesc Vila (1859), al número 6
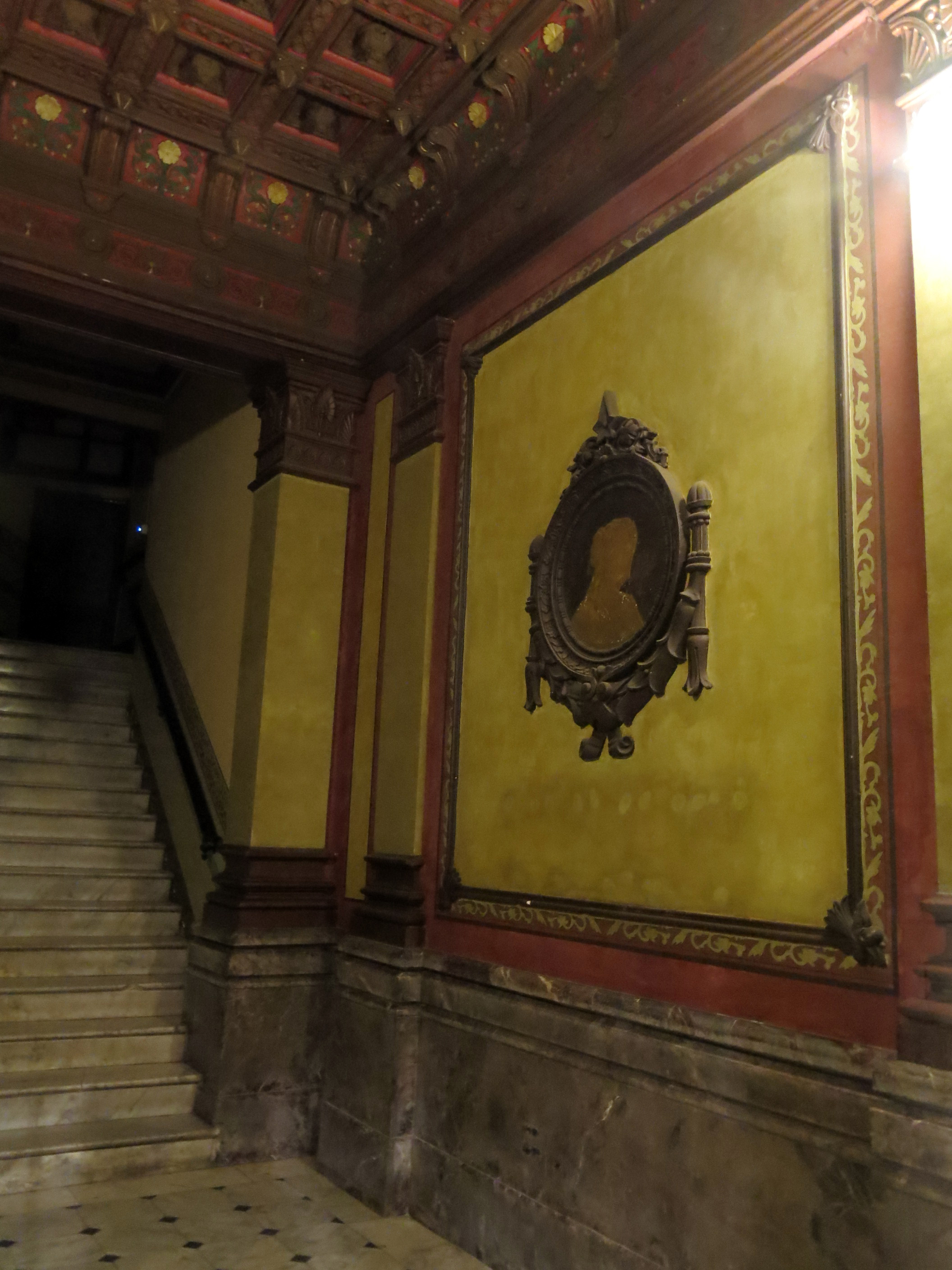
Vestíbul del número 10 del carrer
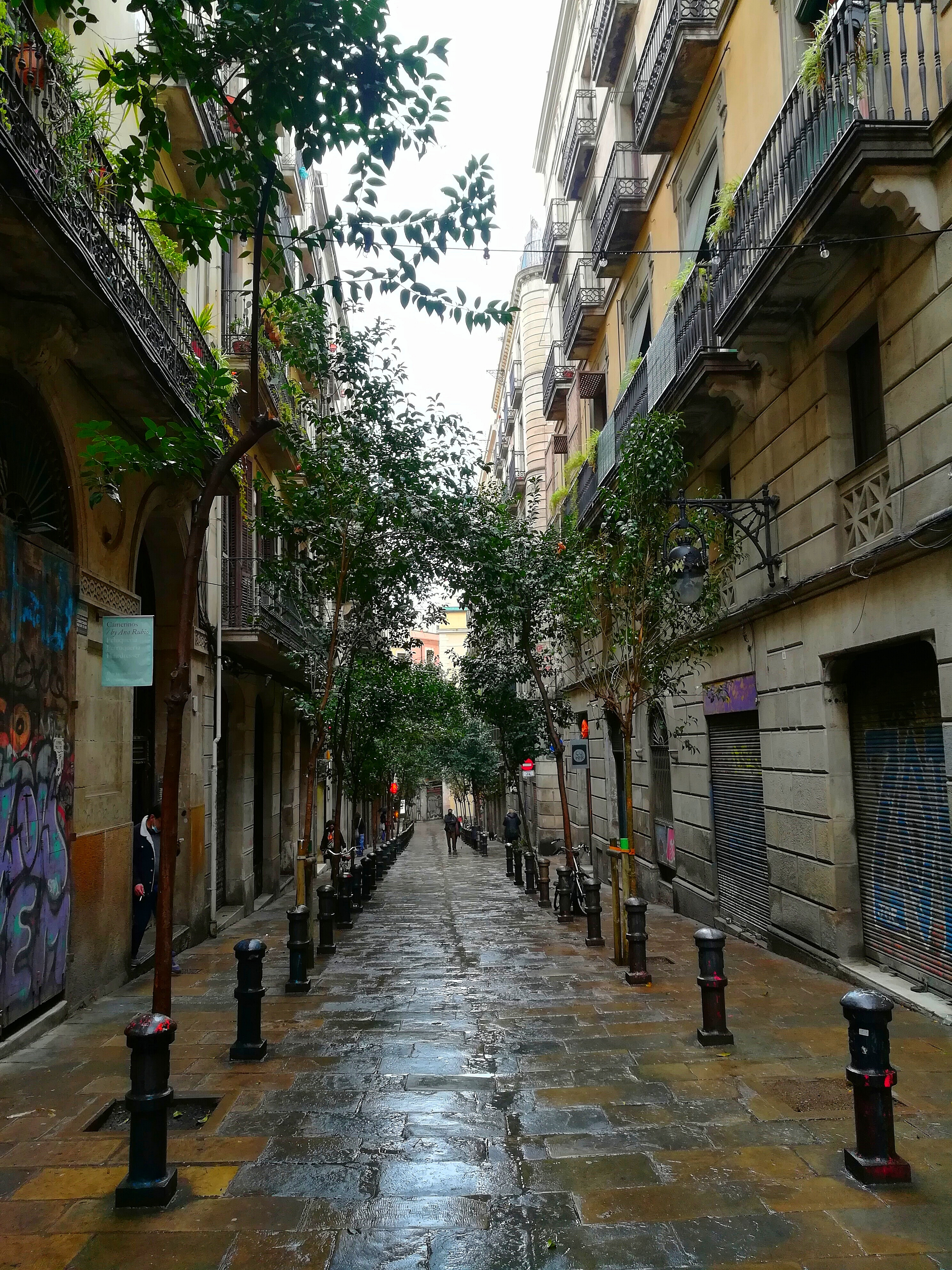
El carrer en dia de pluja, amb la casa Josep Antoni Buxeres a la dreta, al número 7
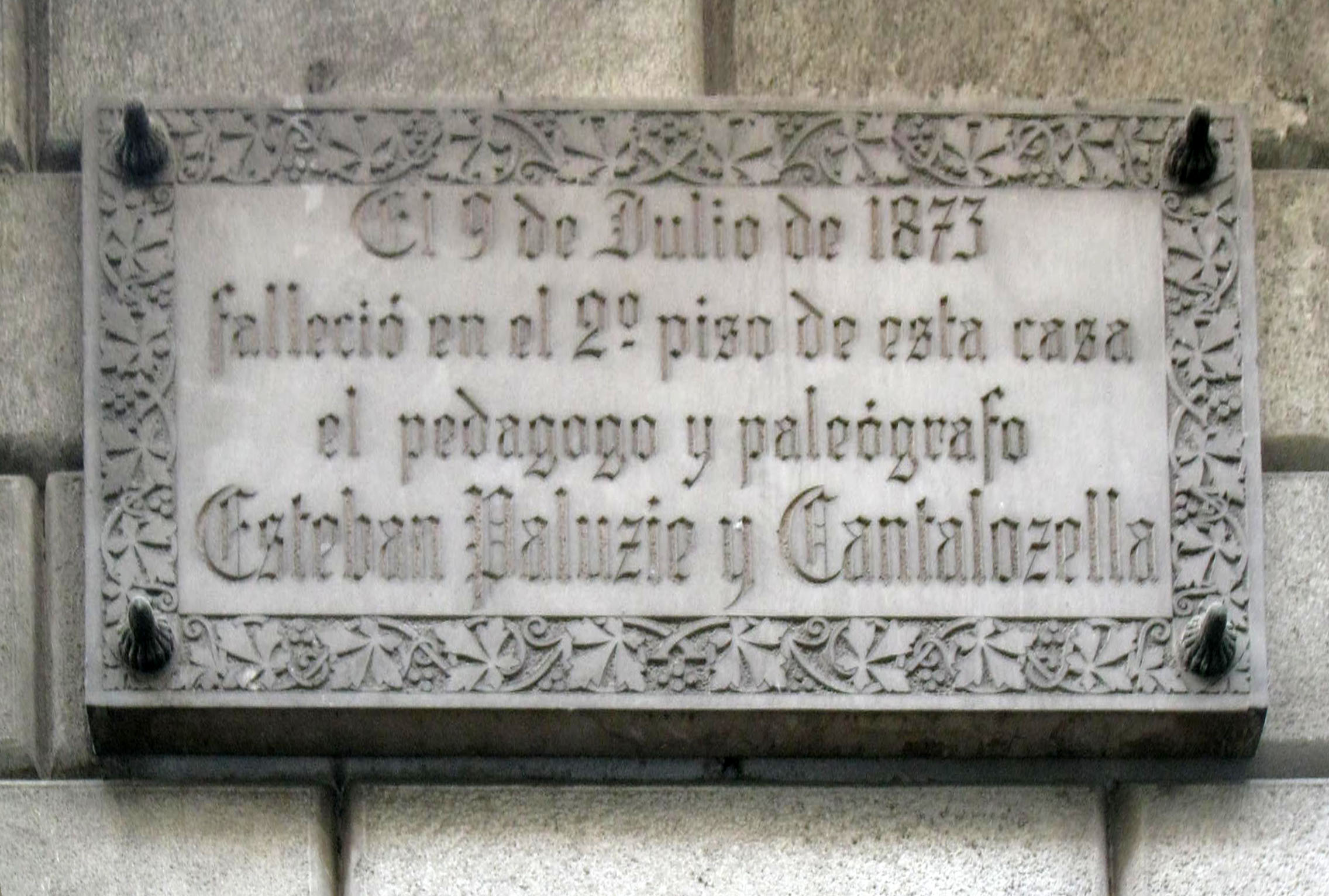
Placa en record d'Esteve Paluzie, al número 7

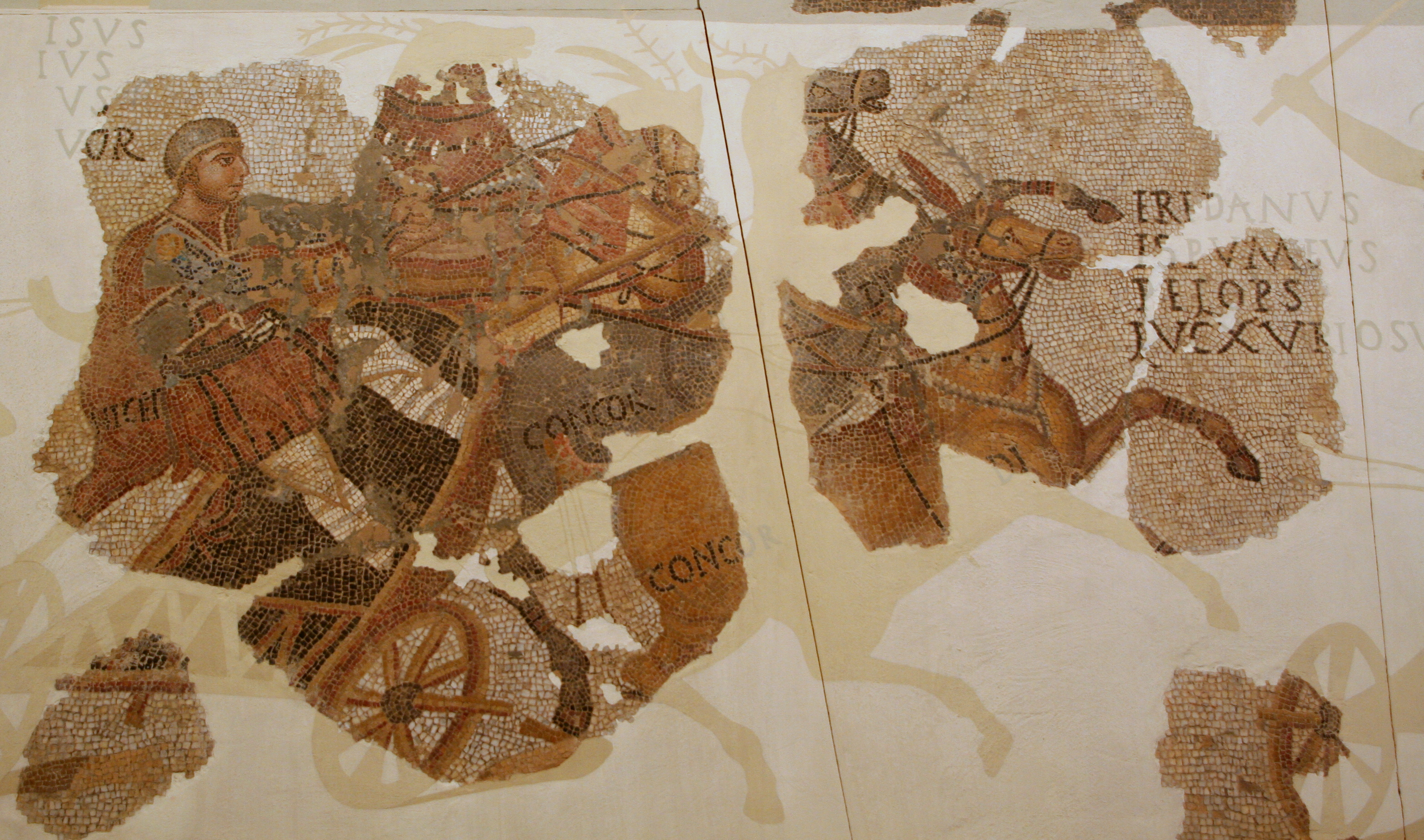
Fragment del mosaic romà que representa una quadriga
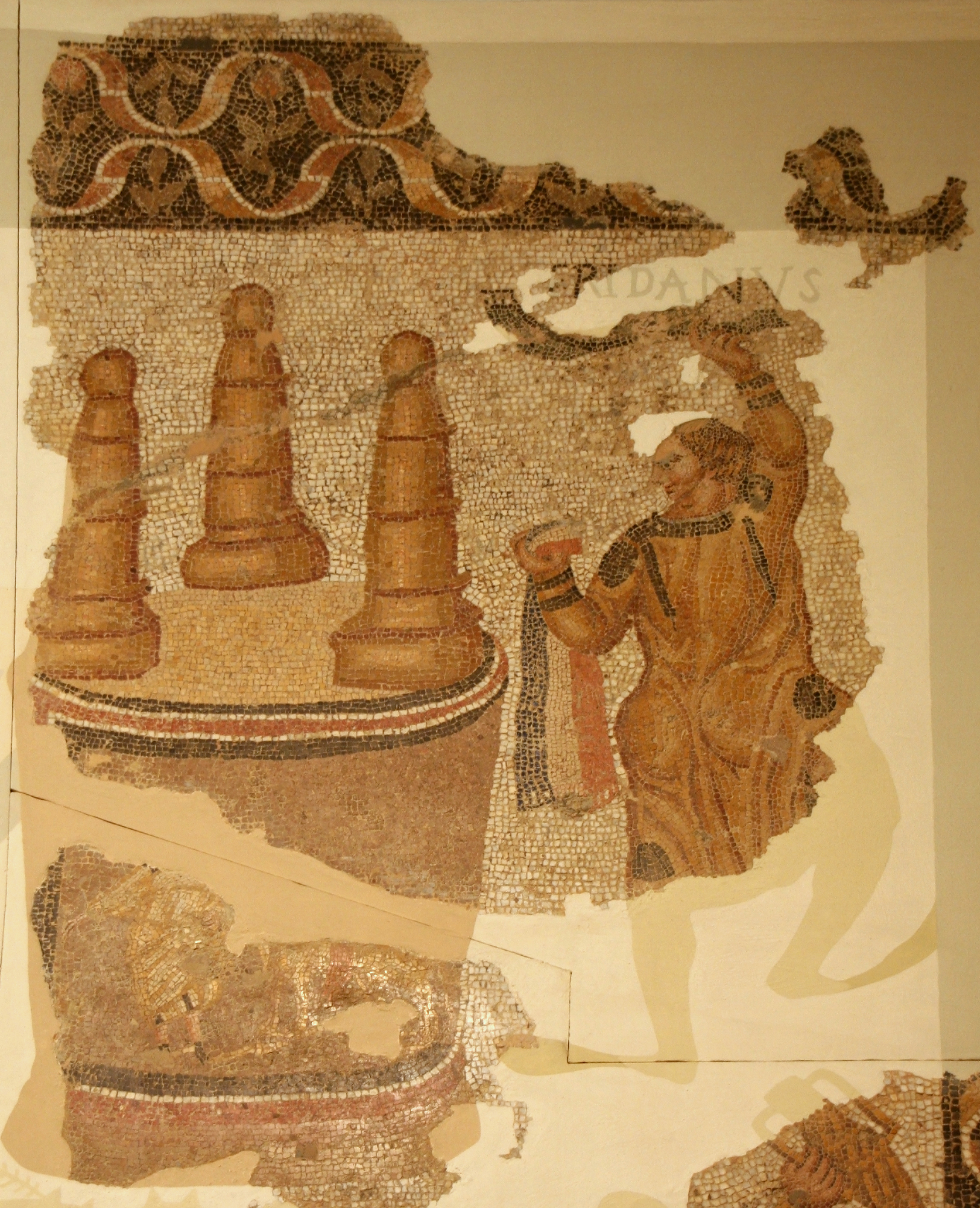
Fragment del mosaic romà
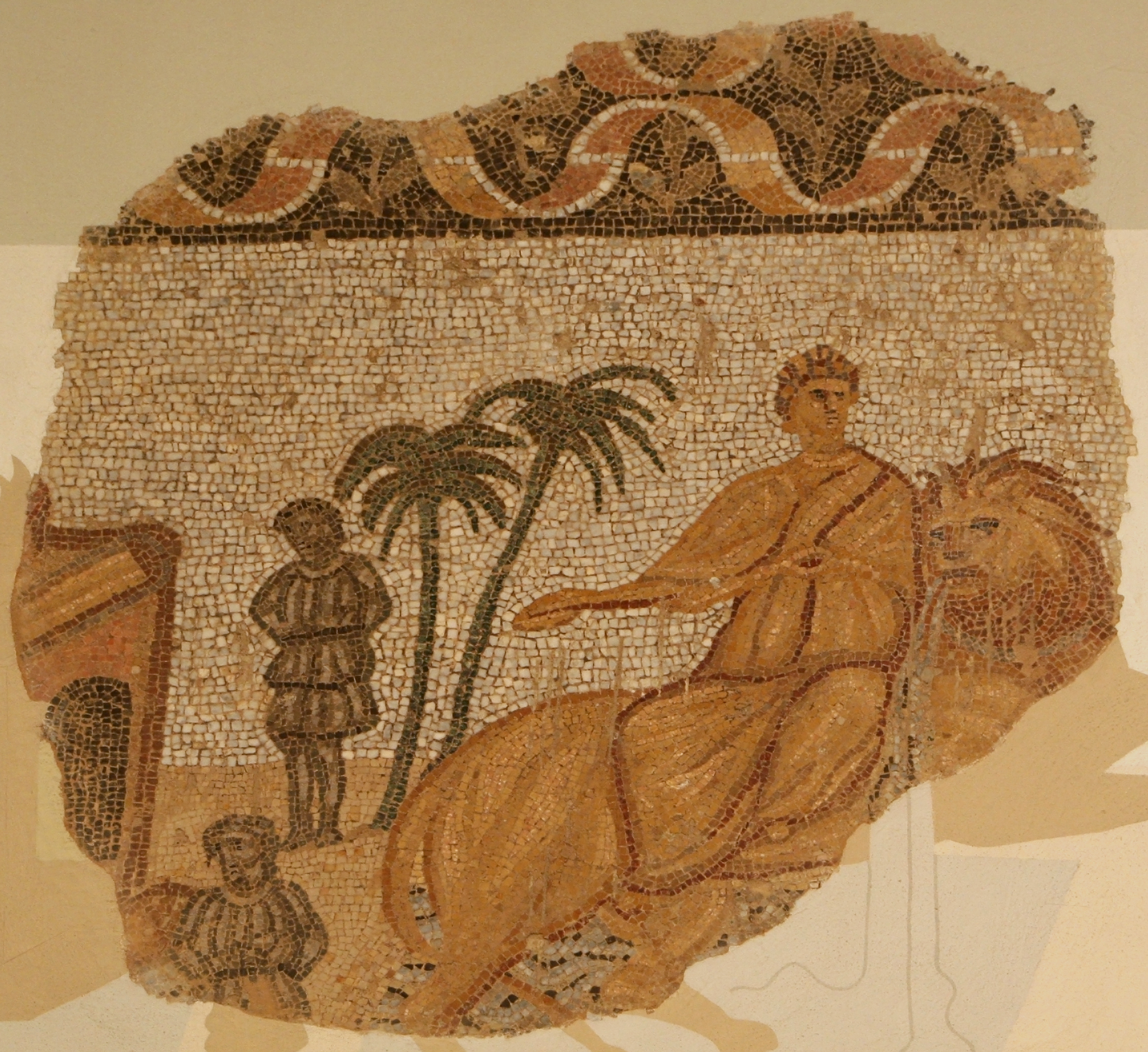
Fragment del mosaic romà
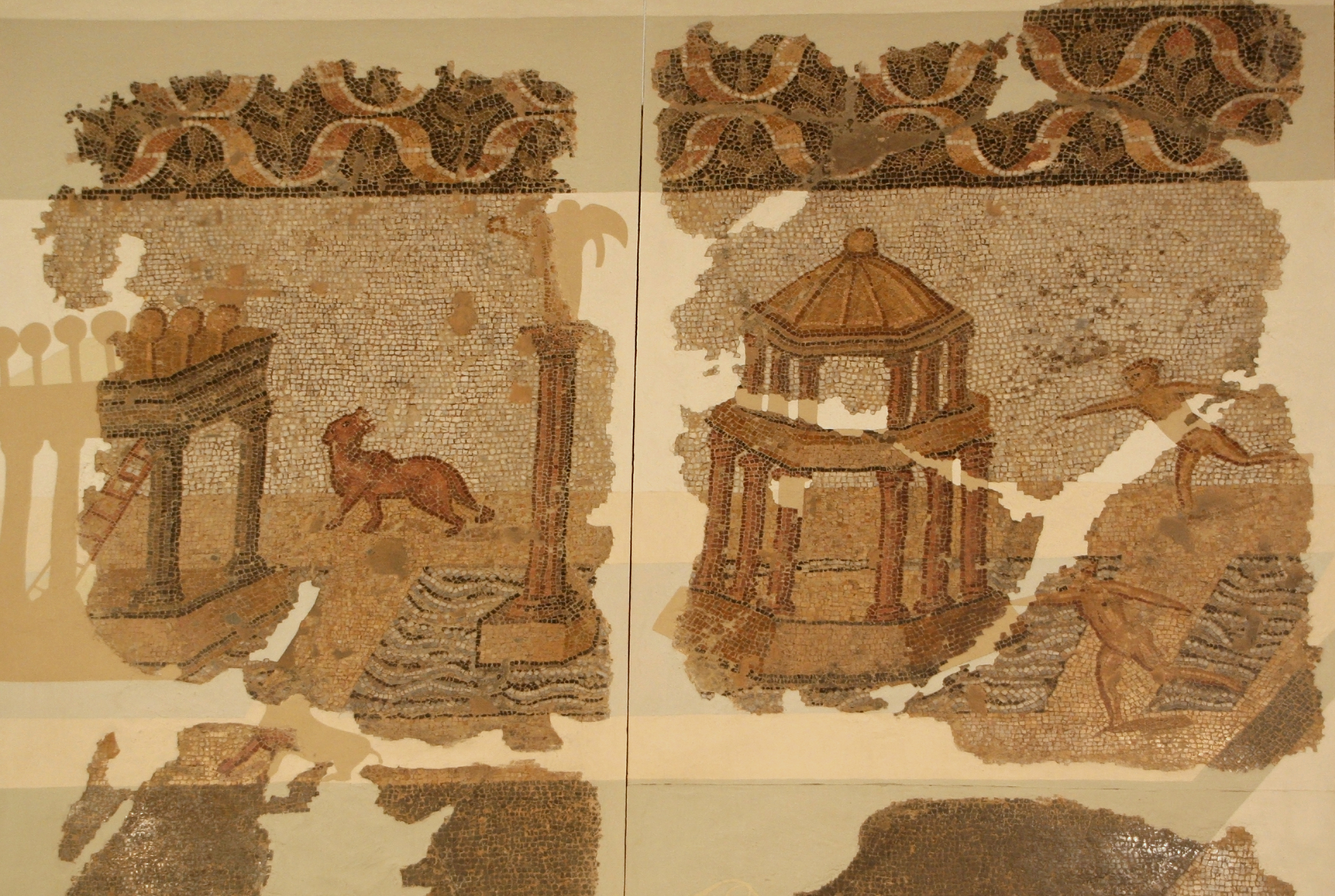
Fragment del mosaic roma